# Jacques Misonne
Jacques Pierre Joseph Marie Misonne (Lovaina, 11 de diciembre de 1892 - Haut-Ittre, Ittre, 25 de septiembre de 1968) fue un jinete belga que compitió en la modalidad de concurso completo. Participó en tres Juegos Olímpicos de Verano entre los años 1920 y 1928, obteniendo una medalla de bronce en Amberes 1920 en la prueba por equipos.

## Palmarés internacional
| Juegos Olímpicos | Juegos Olímpicos  | Juegos Olímpicos  | Juegos Olímpicos |
| Año              | Lugar             | Medalla           | Categoría        |
| ---------------- | ----------------- | ----------------- | ---------------- |
| 1920             | Amberes (Bélgica) | Medalla de bronce | Individual       |